# Tainter Lake
Tainter Lake ist eine Siedlung auf gemeindefreiem Gebiet im Dunn County im US-amerikanischen Bundesstaat Wisconsin. Zu statistischen Zwecken ist der Ort zu einem Census-designated place (CDP) zusammengefasst worden. Im Jahr 2010 hatte Tainter Lake 2242 Einwohner.

## Geografie

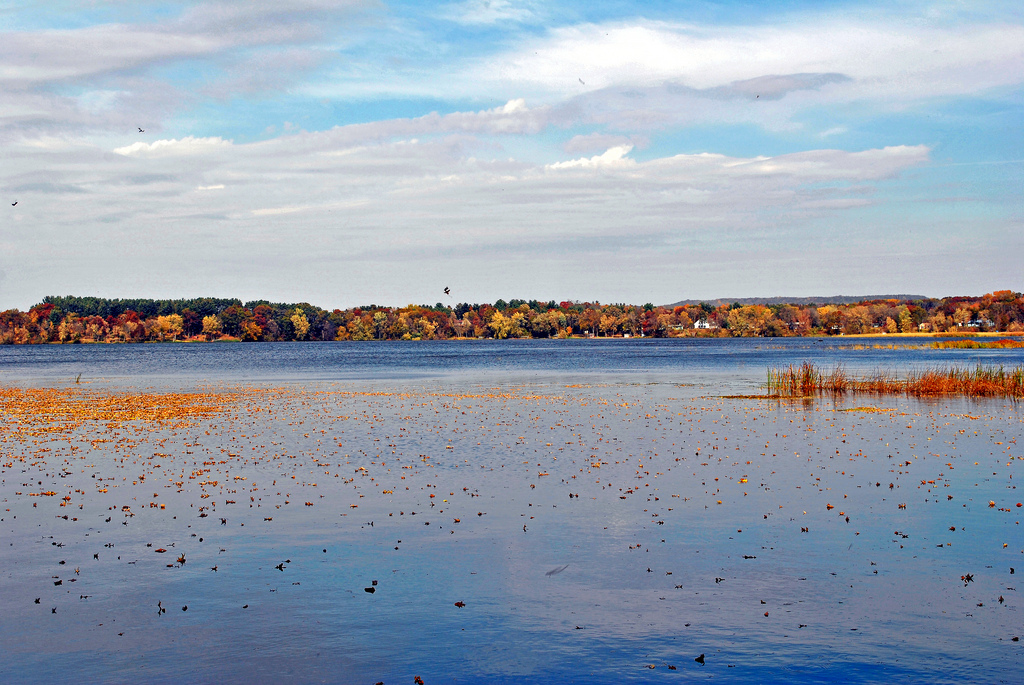
Der Tainter Lake, ein Stausee des Red Cedar River

Tainter Lake liegt im mittleren Nordwesten Wisconsins rings um den Tainter Lake, einen Stausee des Red Cedar River. Dieser gehört über den Chippewa River zum Stromgebiet des Mississippi gehört.
Die geografischen Koordinaten von Tainter Lake sind 44°59′21″ nördlicher Breite und 91°50′52″ westlicher Länge. Das Gemeindegebiet erstreckt sich über eine Fläche von 55,49 km², die sich auf 47,98 km² Land- und 7,51 km² Wasserfläche verteilen. In Tainter Lake lebt der größte Teil der Bevölkerung der Town of Tainter.
Nachbarorte von Tainter Lake sind Colfax (14 km östlich), Elk Mound (29 km südöstlich), Menomonie (18,8 km südsüdwestlich) und Wheeler (10,9 km nordwestlich).
Die nächstgelegenen größeren Städte sind Minnesotas Hauptstadt St. Paul (108 km westlich), Eau Claire (47,2 km südöstlich), La Crosse (180 km südsüdöstlich) und Rochester in Minnesota (149 km südsüdwestlich).

## Verkehr
Tainter Lake wird im Norden vom Wisconsin State Highway 170 und Westen vom Wisconsin State Highway 25 begrenzt. Alle weiteren Straßen sind untergeordnete Landstraßen, teils unbefestigte Fahrwege sowie innerörtliche Verbindungsstraßen.
Parallel zum WIS 170 verläuft in West-Ost-Richtung eine Eisenbahnlinie der zur Canadian National Railway gehörenden Wisconsin Central durch Tainter Lake.
Mit dem Menomonie Municipal Airport befindet sich 17 km südlich ein kleiner Flugplatz. Der nächste Großflughafen ist der Minneapolis-Saint Paul International Airport (127 km westlich).

## Bevölkerung
Nach der Volkszählung im Jahr 2010 lebten in Tainter Lake 2242 Menschen in 952 Haushalten. Die Bevölkerungsdichte betrug 46,7 Einwohner pro Quadratkilometer. In den 952 Haushalten lebten statistisch je 2,35 Personen.
Ethnisch betrachtet setzte sich die Bevölkerung zusammen aus 97,6 Prozent Weißen, 0,4 Prozent Afroamerikanern, 0,4 Prozent amerikanischen Ureinwohnern, 0,9 Prozent Asiaten sowie 0,2 Prozent aus anderen ethnischen Gruppen; 0,4 Prozent stammten von zwei oder mehr Ethnien ab. Unabhängig von der ethnischen Zugehörigkeit waren 1,0 Prozent der Bevölkerung spanischer oder lateinamerikanischer Abstammung.
20 Prozent der Bevölkerung waren unter 18 Jahre alt, 64 Prozent waren zwischen 18 und 64 und 16 Prozent waren 65 Jahre oder älter. 47,9 Prozent der Bevölkerung war weiblich.
Das mittlere jährliche Einkommen eines Haushalts lag bei 60.703 USD. Das Pro-Kopf-Einkommen betrug 28.298 USD. 8,2 Prozent der Einwohner lebten unterhalb der Armutsgrenze.